# Operazioni antipirateria degli Stati Uniti nelle Indie Occidentali
Con operazioni antipirateria delle Indie occidentali ci si riferisce alle azioni tenute dalla Marina degli Stati Uniti nelle Antille e nelle acque circostanti, per eliminare la presenza dei pirati. Tra il 1817 e il 1825, lo squadrone delle Indie occidentali americane inseguì costantemente i pirati per mare e per terra, principalmente intorno a Cuba e Porto Rico. Dopo la cattura di Roberto Cofresi nel 1825, gli atti di pirateria divennero rari e l'operazione fu considerata un successo, anche se ci furono altri episodi di pirateria fino a poco dopo l'inizio del XX secolo.